# Chambre des Länder (République démocratique allemande)
 (mars 2017).
La Chambre des Länder (en allemand : Länderkammer) était, de la création de la République démocratique allemande le 7 octobre 1949 jusqu'à sa disparition le 8 décembre 1958, l'assemblée représentative des États fédérés de la RDA, et était aux côtés de la Chambre du peuple (Volkskammer), un acteur institutionnel du pouvoir législatif de cet État. Elle ne posséda, lors de sa courte existence, qu'un pouvoir très limité.

## L'assemblée des Länder
À la suite de la capitulation du IIIe Reich le 8 mai 1945, les territoires allemands qui allèrent plus tard former la République démocratique allemande constituèrent la zone d'occupation soviétique. L'administration militaire soviétique en Allemagne (SMAD) décida de mettre en place une nouvelle organisation territoriale pour la zone soviétique de l'Allemagne. Les Soviétiques respectèrent en grande partie les données historiques.
Trois Länder furent créés[réf. nécessaire] :
- le Mecklembourg, composé des anciens États libres de Mecklembourg-Schwerin et Mecklembourg-Strelitz, ainsi que de la partie de la Poméranie située à l'ouest de la ligne Oder-Neisse (reconnue officiellement comme frontière avec la Pologne par la RDA en 1950).
- la Saxe, c'est-à-dire l'ancien État libre (moins la partie située à l'est de la Neisse) et la région de Görlitz, qui avait avant 1945 fait partie de la Basse-Silésie prussienne.
- la Thuringe, constitué de l'État libre de Thuringe, crée en 1920 par la fusion des anciennes principautés thuringiennes, et du district prussien d'Erfurt.

Au trois premiers Länder vinrent après la dissolution de la Prusse s'ajouter deux nouveaux :
- le Brandebourg (aussi appelé Marche de Brandebourg), constitué de l'ancienne province prussienne du Brandebourg, moins les territoires situés à l'est de l'Oder et de la Neisse.
- la Saxe-Anhalt, formée à partir de l'ancienne province prussienne de Saxe et de l'État libre d'Anhalt.

À la suite de l'entrée en vigueur de la première constitution de la République démocratique allemande le 7 octobre 1949 furent constituées une Chambre du peuple et une Chambre des Länder provisoires. La Provisorische Länderkammer de 1949 était formée de délégués des Assemblées régionales (Landtage, élus aux suffrage universel en 1946) des cinq Länder de la nouvelle république : treize députés pour la Saxe, onze pour la Saxe-Anhalt, dix pour la Thuringe, neuf pour le Brandebourg, sept pour le Mecklembourg et treize pour Berlin-Est. Berlin n'était d'après la constitution, pas un Land de la République démocratique allemande, et les députés berlinois, Berlin étant alors sous occupation alliée, n'avaient rôle représentatif au sein de l'assemblée des États.
La République démocratique allemande était en théorie une république démocratique et fédérale, mais en réalité la constitution de 1949 faisait du nouveau pays un État unitaire décentralisé. Les lois étaient élaborées par les institutions centrales à Berlin-Est et mises en application par les Länder. Les  gouvernements des Länder n'eurent jamais les pouvoirs de leurs homologues de la République fédérale d'Allemagne. Vu la politique centralisatrice des autorités communistes de Berlin-Est, la Chambre des Länder n'eut jamais le rôle normalement dévolu à la chambre haute d'un parlement. Les députés de la Chambre des Länder pouvait déposer des projets de lois et bloquer les projets de la Chambre du peuple, qui en cas de litige gardait le dernier mot. En pratique, la Länderkammer n'utilisa jamais ce droit d'opposition. La Volkskammer, au pouvoir déjà très limité, supplantait donc la Länderkammer dans le travail parlementaire. Les députés de la première législature de la Chambre des Länder étaient des délégués des assemblées régionales (Landtage), élues en 1950. Les élections régionales de 1950, les seules de l'histoire de la RDA (les élections régionales démocratiques de 1946 ayant eu lieu dans la zone d'occupation soviétique), furent des élections à liste unique, celle du « Front national de l'Allemagne démocratique », constitué du parti dirigeant SED (Parti socialiste unifié d'Allemagne), des quatre partis alliés sans réel pouvoir (Blockparteien), CDU, LDPD, NDPD et DBD, ainsi que les organisations de masses (FDGB, FDJ, DFD, Kulturbund, etc.).

## La réforme administrative de 1952 et les conséquences pour la Länderkammer
En juin 1952, la 2e conférence du Parti socialiste d'Allemagne décida l'« édification du socialisme » en RDA. Entre autres choses fut décidée la réorganisation territoriale de l'État sur le modèle soviétique du « centralisme démocratique ». Les autorités de Berlin-Est voulaient obtenir un meilleur contrôle sur les citoyens de la République en supprimant les restes du fédéralisme allemand. À la suite de la réforme administrative du 22 juillet 1952, les Länder durent se réorganiser en districts (Bezirke) et les Landtage s'autodissoudre et leurs députés former les assemblées de districts (Bezirkstage) de leur district de résidence. Les administrations des États transférèrent leurs compétences aux nouvelles administrations des districts.  Les quatorze Bezirke formeront jusqu'en 1990, les structures administratives de bases en RDA. À la suite de la suppression des Länder, la Länderkammer perdit son but, celui de la représentation des États fédérés de la République.  

## La suppression
Après la suppression de facto des États fédérés, la Länderkammer continua pour un temps d'exister, sous le même nom, comme une absurdité juridique. En 1954, les députés des nouvelles assemblées de districts (Bezirkstage) se réunirent dans le cadre des anciens Länder pour élire les membres de la Chambre des Länder (2e législature). La troisième législature fut élue directement par les assemblées de districts, ce qui violait la constitution de la RDA. La Länderkammer fut finalement supprimée le 8 décembre 1958 par une révision de la constitution par la Volkskammer. Ainsi fut supprimé le dernier vestige du fédéralisme en RDA. La Chambre du peuple devint la seule chambre du Parlement de la République démocratique allemande. 

## Présidents de la Länderkammer
- Reinhold Lobedanz  (CDU) 1949–1955
- August Bach (CDU) 1955-1958

## Sources
Bundesarchiv, http://www.argus.bstu.bundesarchiv.de/DA2-28455/index.htm
Constitution de la République démocratique allemande du octobre 1949, http://www.documentarchiv.de/ddr/verfddr1949.html
Gesetz über die Bildung einer Provisorischen Länderkammer
der Deutschen Demokratischen Republik (7 octobre 1949)
Gesetz über die Zusammensetzung der Länderkammer der Deutschen Demokratischen Republik (8 novembre 1950),
http://www.documentarchiv.de/ddr/lk_prov_ges.html